# Џордн Вали (Орегон)
Џордн Вали (енгл. Jordan Valley) град је у америчкој савезној држави Орегон.

## Демографија
По попису из 2010. године број становника је 181, што је 58 (-24,3%) становника мање него 2000. године.
| Група             | 2000.       | 2010.       |
| Белци             | 222 (92,9%) | 161 (89,0%) |
| Афроамериканци    | 0 (0,0%)    | 0 (0,0%)    |
| Азијати           | 1 (0,4%)    | 0 (0,0%)    |
| Хиспаноамериканци | 5 (2,1%)    | 12 (6,6%)   |
| Укупно            | 239         | 181         |